# 上海戰役
上海戰役，是1949年5月12日至27日间，中国人民解放军攻克中華民國上海市的战役，是第二次国共内战后期渡江战役末期中相对独立的一场战役。
作为上海郊区的宝山和吴淞作为江海要冲是重兵防守之地，也是战斗最为激烈的地方。解放军进入上海市区之后，为了减少民众财产损失，放弃火炮炸药等武器而仅使用轻武器作战。
5月27日，解放军在控制苏州河两岸后，受降最后一批中华民国国军。當時上海市政府和国军的史料称上海沦陷，解放军的史料稱上海解放。

## 背景
1949年4月20日夜，解放军发起渡江战役。22日凌晨，江阴要塞起义又成功的切开国军在长江下游布置的防线。此后，在江面宽阔的长江下游，国军仅余吴淞口一处门户。23日，解放軍佔領南京，中华民国政府已于此前遷都至廣州。同日，解放军占领丹阳，大批中共军政干部前往丹阳讨论进攻上海事宜，但为了准备顺利接收上海，中共中央军委决定推迟进攻，並決定5月10日以前不要去占领上海。
当时在上海市區中，擁有國府守軍25萬人、遍布市區內外的3,000個美式碉堡、4,000個鋼筋水泥永備工事、一萬多野戰衛星工事及兩萬多顆地雷。驻沪的海军部队有第一艦隊主力舰只、第一巡防舰队及长江各防区逃回来的舰艇，共有军舰9艘、战舰11艘，分布在白龙江口至宝山城一线的长江及黄浦江江面，主力驻扎则在吴淞口。

## 经过
5月6日，中共中央获悉国军将上海重要物资用轮船运往台湾，于是指示攻城部队在5月10日以后，要尽快占领吴淞（黄浦江入长江处）和嘉兴两点，切断国军抢运物资的道路。同时為了避免於市區內與國軍作戰以減少城市損失，上海戰役一開始，第三野戰軍總指揮粟裕指揮下轄第九、第十兵團共42萬人採用了雙層鉗形攻擊的方法合围國軍，第三野戰軍採取各種策略，將市區的守軍引到了外圍（郊區），從而逐步殲滅，隨後，解放軍採取多路「快速躍進、勇猛穿插、迂迴包圍」的戰術，從西、南兩側，向市區突進，將國軍分割包圍在街巷之中。
- 北线 
  - 第十兵团第二十六军于5月12日夜攻占昆山，14日进至南翔。第二十八军、第二十九军挺进吴淞，12日分别攻占浏河、太仓、嘉定。14日猛攻月浦、杨行、刘行一线。国军火力网封锁，并在坦克、装甲车的掩护下，连续反冲击。15日，国军守军又增调第21军、第99师加强该地区防御。
  - 第十兵团第二十九军调整进攻部署于15日攻入月浦街内，迫使守军退守街外碉堡群。17日第二十八军肃清刘行守军，19日攻下刘行国际无线电台，并以远射程炮轰击江湾机场。此時虹桥机场已被解放军攻佔。[5]
- 南线
  - 第九兵团第二十军于12～14日攻占平湖、金山卫、奉贤（南桥镇）；第二十七军进占嘉兴、嘉善、松江、青浦等县城，待命攻击市区。
  - 第三十军沿杭州湾北侧公路向浦东高桥进击。14日占领南汇，进逼川沙，威胁国军防御重点高桥。守军被迫由市区急调第51军至白龙港、林家码头地区，以增强浦东地区防御。16日解放軍于川沙东北白龙港消滅国军第51军、暂第8师全部和第37军一部。同日，第三十一军进攻周浦，经10小时激战，占领周浦镇。尔后与第三十军并肩向高桥攻击前进。18日进至高桥杨家楼、朱家木桥一线，将国军第12军压缩于高桥地区，并割断其与浦东市区第37军的联系。为保障吴淞口出海通道，国军第75军第95师东调增防。19日起，守军在海、空军配合下，依托该地区濒江临海有利地形，频繁反冲击与解放军反复争夺。22日，汤恩伯把指挥部搬到吴淞[5]。23日下午，人民解放军特种兵重炮兵部队赶到，立即占领王家湾以西阵地，向高桥东北海面国軍海军10余艘舰艇[h]射击，击中7艘，其余舰艇则逃脱。

至此，解放军封锁高桥以东海面。在10天的外围作战中，解放军完全击破国军淞沪外围防御体系，突破其主阵地，迫使国军守军将主力集中于吴淞口两侧地区。

## 总攻
5月23日夜，解放军发起总攻。
- 24日，第九兵团第二十军攻占浦东市区，国军渡江西撤。第二十七军占领虹桥镇、龙华镇和龙华机场，进至苏州河以南市区边缘。第二十三军进至漕河泾、龙华地区。24日晚，第二十七军由徐家汇、梵皇渡路一线攻入市区；第二十三军由龙华附近攻入市区；第二十军主力西渡黄浦江並由高昌庙攻入苏州河以南市区。各部队采取多路跃进、快速穿插及迂回包围等战术，直插市区各街道。[6]共军严格执行不使用火炮等重兵器射击的规定，在中共地下党组织密切配合下，市区战斗进展顺利。25日上午完全控制苏州河以南市区，并乘胜向苏州河以北追击。25日上午经上海地下党的联系，淞沪警备副司令兼第51军军长刘昌义与解放军谈判，接受限期交出阵地、军队集结待命等条件。25日晚，第三十军、第三十一军擊敗高桥守军，至26日完全肃清浦东之國軍。第二十七军、第二十三军及第二十军一部占领苏州河以北地区。27日下午3时，第二十七军在杨树浦受降最后一批国军，占领上海。
- 第十兵团第二十六军占领纪家港、沈家桥等地，并向绿杨桥、塘桥方向挺進。同日，汤恩伯等登舰出海，在吴淞口外指挥退却，国军第75军从高桥抽调第6师至吴淞，掩护撤退。苏州河以北国军主力向吴淞口收缩，苏州河以南交警北撤。共军各部立即发起追击，阻截国军。26日，第二十六军攻占大场、江湾，第二十九军攻占宝山，第二十五军一部攻至吴淞江边码头，另一部攻占吴淞要塞，第二十八军、第三十三军攻占杨行、吴淞等地。[7]6月1日，第二十五军向崇明岛发起登陆攻击，消滅第1绥靖区之暂1军3,700余人，6月2日占领全岛。至此，战役结束。此次戰役解放军7613名指战员陣亡，宝山一线就陣亡5593名。[8]

## 国军叛變
- 1949年1月28日，時任浙江省政府主席陳儀派人去上海劝说汤恩伯学傅作义的北平和平解放模式，接受和平解放上海，被汤恩伯向蒋介石告發。蒋介石令上海警察局局长毛森逮捕陈仪，押送衢州关押，浙江省被解放軍佔領前夕押送台湾。1950年6月18日陈在台湾被槍決。汤恩伯幕僚中共地下党周天僇也因劝说汤恩伯叛變，在家中被特务暗杀。
- 经中共地下组织田云樵、舒忻、周其昌策动。1949年4月14日，国军伞兵3团团长刘农畯在带领伞兵第三团及伞兵司令部第一团、第二团共2500余名官兵乘船离开上海去往福州的途中宣布投共[9]。
- 5月25日
  - 面对解放军强大的攻势，淞沪警备区中将副司令兼第五十一军中将军长刘昌义曾在“地下民革”上海临时工作委员会军事特派员王葆真的勸說下于1948年11月16日加入民革。5月25日经中共地下党策反委员会委员田云樵（化名田宜春）与解放军第二十七军第八十一师师长孙端夫、政治委员罗维道接洽投诚，率领第五十一军、第二十一军、第一二三军残部万余人在上海接受中國人民解放军和平改编，从而使中國人民解放军迅速跨过苏州河，消灭殘餘國軍，至27日下午，上海全城被解放軍佔領。[10]
  - 中共地下组织成员刘燕如、顾永金策动国军上海警备大队机动车队队长高莲荪率全队33人在上海市威海卫路警备大队部叛變。该队全部配备短枪，装备有吉普车3辆，摩托车10辆，队部设在威海卫路147号。
  - 中共地下组织成员沙玉林策动国军青年军202师606团淡寿延等2,000余人在上海杨树浦一带叛變。
- 5月31日，中共地下组织成员黎平策动国军暂一军11师上校副师长刘贺田率领1,987人在上海崇明堡镇叛變。

## 后续
1947年派赴台灣鎮壓二二八事件的國軍第21軍（原整編第21師）在此戰役之中，軍長王克俊丟下部隊，而全軍於1949年5月25日被解放軍殲滅大部，殘部於26日列隊投降。
上海战役后，由于部分拥有大量资产的商人希望通过银元的交易来企图阻止人民币进入上海市场流通，并维持接管前的经济，导致了与中共政权的对抗，最终中共政权通过强硬的行政手段取得胜利，控制上海的金融市场，此事被称为银元之战。主导银元之战的中央财经委员会主任陈云后来又在上海发动了米棉之战，以遏制上海的通货膨胀。
1950年5月，上海市人民政府將5月27日定为上海解放纪念日。

## 轶闻
解放军占领上海市后，为了遵守不住民房商铺的纪律，很多官兵直接躺在马路两侧的人行道上过夜。许多上海市民首次见到解放军，与国军等其他军队之前的所作所为形成了强烈对比，同时也在国内外引起强烈震动。

## 相关文艺作品
- 電影《戰上海》
- 电视剧《破晓东方》（2022年，改编自刘统《战上海》）

此外，话剧及电影《霓虹灯下的哨兵》以上海战役后的南京路执勤部队为背景。

## 备注
- 解放军番号用中文数字、国军番号用阿拉伯数字以示区别

1. ↑  时，第九兵团下下辖，第二十军第五十八师、第五十九师、第六十师；第二十七军第七十九师、第八十师、第八十一师；第三十军第八十八师、第八十九师、第九十师；第三十一军第九十一师、第九十二师、第九十三师。
2. ↑  时，第十兵团下辖，第二十六军第七十六师、第七十七师、第七十八师；第二十八军第八十二师、第八十三师、第八十四师；第二十九军第八十五师、第八十六师、第八十七师；第三十三军第九十七师、第九十八师、第九十九师。
3. ↑  时，第七兵团下辖，第二十三军第六十七师、第六十八师、第六十九师。
4. ↑  时，第八兵团下辖，第二十五军第七十三师、第七十四师、第七十五师。
5. ↑  时，下辖炮兵第一团、第二团、第三团、第四团、第五团、第六团，坦克团，工兵营。
6. ↑  时，下辖第21军、第51军、第52军、第75军、第123军约20个师。
7. ↑  时，下辖第12军、第37军共5个师。
8. ↑  “营口”、“永靖”、“联利”等舰和四艘炮艇。